# Élections générales de 1960 au Congo belge
Des élections législatives, sénatoriales et provinciales se déroulent entre février et mai 1960 au Congo belge, actuelle république démocratique du Congo. Les élections précèdent de peu l'indépendance prise sur la Belgique le 30 juin 1960. 
Les élections ont pour résultats des assemblées nationales et provinciales fortement fragmentées, les partis politiques s'établissant presque tous uniquement dans leurs fief électoraux. De ce morcellement, une coalition menée par le Mouvement national congolais de Patrice Lumumba parvient à réunir une majorité dans les deux chambres. Lumumba est ainsi nommé Premier Ministre et forme le premier gouvernement du Congo indépendant, tandis que Joseph Kasa-Vubu de l'Alliance des Bakongo en est élu le premier président par le parlement.
L'impréparation du pays à l'indépendance mène rapidement à la Crise congolaise. Des violences ethniques se propagent tandis que l'armée se mutine contre sa hiérarchie blanche, menant à la promotion rapide du Colonel Joseph-Désiré Mobutu au poste de chef d'état major et secrétaire d'État dans le gouvernement. Les tendances centrifuges de l'immense pays accentuées par les dirigeants des formations politiques provinciales en mal de poste gouvernementaux aboutissent à la sécession le 11 juillet de l'État du Katanga mené par Moïse Tshombe suivi début août par le Kasaï mené par Albert Kalonji, tous deux avec le soutien des occidentaux et des compagnies minières. Lumumba rompt les relations diplomatiques avec la Belgique et fait venir une mission de maintien de la paix de l'ONU sur le territoire congolais (MONUC). 
La crise est aggravée par la rivalité entre Kasa-Vubu et Lumumba. La virulence de l'anti occidentalisme de ce dernier lui valent à l'époque des accusations de sympathie communistes, aggravée par sa méfiance envers les troupes Onusiennes qu'il suspecte de protéger les états sécessionnistes pro occidentaux, le secrétaire général des Nations unies Dag Hammarskjöld refusant de les attaquer en coopération avec l'armée congolaise. L'incident mène alors Lumumba à demander une assistance à l'Union soviétique , qui envoie des conseillers. La crise se transforme en impasse politique le 5 septembre lorsque Kasa-Vubu révoque Lumumba. Celui-ci réagit en déclarant la procédure anti constitutionnelle, et annonce en retour la déposition de Kasa-Vubu. Les désirs des deux hommes restant verbaux, l'impasse se poursuit plusieurs jours avant que le parlement ne finisse le 13 septembre par voter les pleins pouvoirs à Lumumba tout en maintenant les deux hommes à leurs postes. Le lendemain, Kasa-Vubu nomme Mobutu Commandant en chef de l’armée. Le soir même, Joseph-Désiré Mobutu met en œuvre son premier Coup d'état, annonçant la "neutralisation" des deux rivaux. Il confie rapidement le gouvernement à des universitaires trentenaires qui forment le Collège des commissaires généraux jusqu'à la remise du pouvoir à un gouvernement constitutionnel en janvier 1961.
Kasa-Vubu est maintenu au poste de président tandis que Lumumba, s'enfuyant vers Stanleyville est arrêté début décembre par Mobutu et livré à Moïse Tshombe qui le fait assassiner le 17 janvier 1961. Un gouvernement rival pro-Lumumba se forme entre-temps dans l'Est du pays, dirigé par Pierre Mulele et Antoine Gizenga et soutenu par l'URSS. Avec l'aide des forces de l'ONU et d'anciens officiers blancs, Mobutu parvient à reconquérir l'ensemble du territoire au cours des années suivantes. Mulele est tué et Gizanga emprisonné tandis que Moïse Tshombe est exilé. De nouvelles élections n'auront finalement lieu dans le pays qu'en 1965 après la mise en place de la constitution de la première république, dite Constitution de Luluabourg, adoptée par référendum le 10 juillet 1964.

## Système institutionnel
Le suffrage est universel masculin, pour tous les Congolais âgés de plus de 21 ans. Le parlement bicaméral est composé d'une Chambre des Représentants et d'un Sénat.
À la chambre, 137 sièges sont à pourvoir au suffrage universel direct masculin dans 26 circonscriptions plurinominales selon un mode de scrutin proportionnel avec possibilité au sein de chaque liste d'effectuer un vote préférentiel.
Les six provinces de l'époque sont dotées d'assemblées provinciales de 60 à 90 sièges pourvus de la même façon, sur la base de leurs propres circonscriptions de plus petite taille. Ces membres directement élus cooptent à leur tour 7 à 11 membres parmi les chefs coutumiers et les notables de leur province au Vote unique non transférable.
Chaque assemblée provinciale élit ensuite 14 sénateurs, dont 3 à 5 parmi les chefs coutumiers et notables. Ces derniers sont également choisis au vote unique non transférable, tandis que le reste des sénateurs est élu selon le système proportionnel avec vote préférentiel.
Les bureaux (président, vice-présidents et secrétaires) de la Chambre, du Sénat, et des assemblées provinciales sont élus à la majorité. Dans chaque assemblée provinciale, le gouverneur et les 10 autres membres du gouvernement provincial sont désignés au Vote unique non transférable.
Le chef d’état est élu par les membres de la Chambre et du Sénat réunis en congrès, à la majorité de deux tiers des membres.
Le gouvernement national est nommé et révoqué par le chef d’état, mais le premier gouvernement est exceptionnellement nommé par le Roi des Belges. Le gouvernement doit ensuite obtenir la confiance de la Chambre et du Sénat.

## Forces en présence

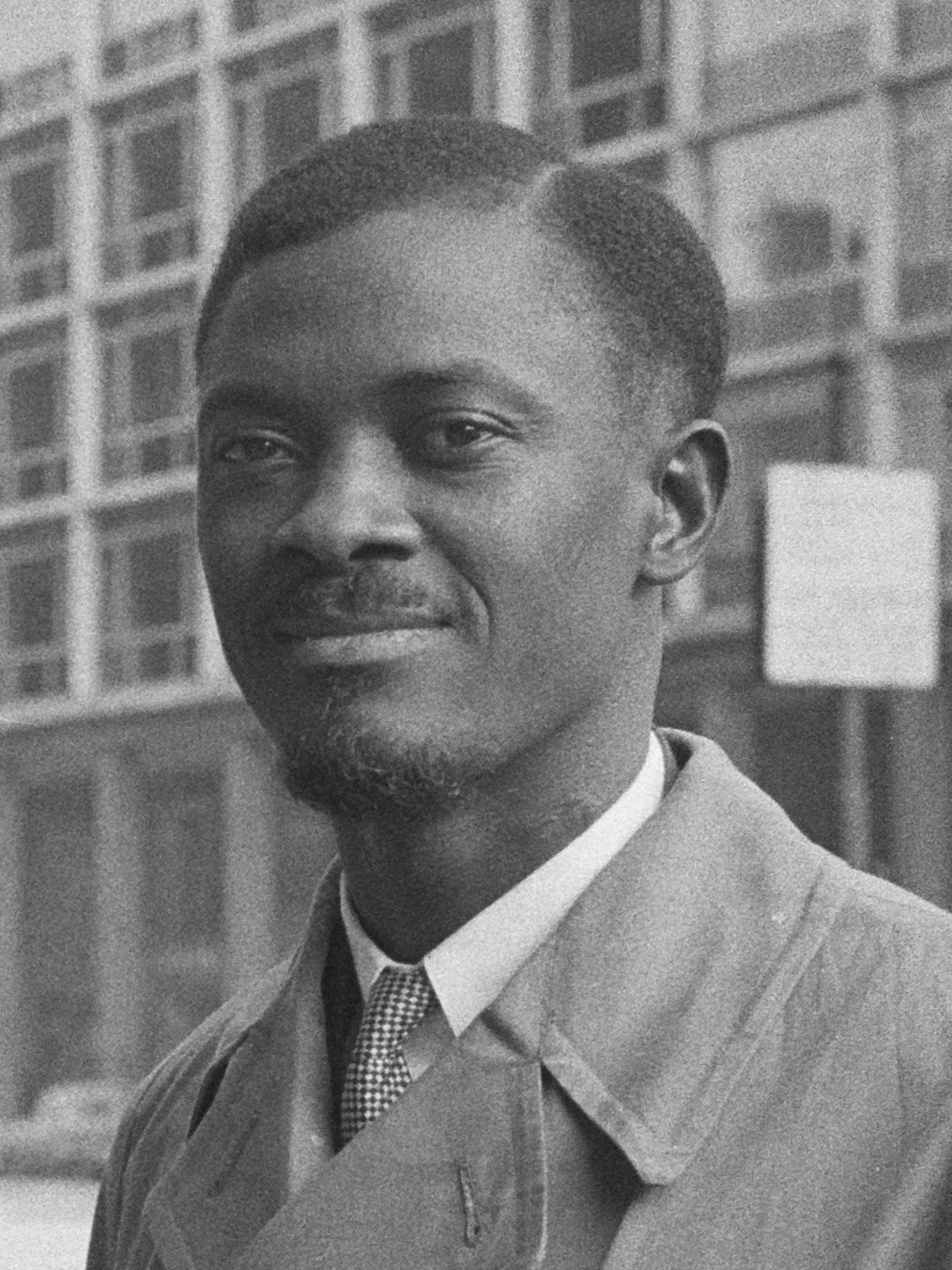
Patrice Lumumba en 1960

- Mouvement national congolais-Lumumba, « MNC-L »:

Patrice Lumumba, membre du collège exécutif général (Oriental), premier ministre & ministre de la défense
Jean-Pierre Finant, membre du collège exécutif provincial, président provincial (Oriental)
Christophe Gbenye, ministre de l’intérieur
Dominique Manono (MUB/Songye), membre du collège exécutif provincial, président provincial (Kasai)
Honoré Mokengele, candidat-président du Sénat
Joseph Kasongo, président de la Chambre
- Mouvement national congolais-Kalonji, « MNC-K », une scission du MNC mené par :

Albert Kalonji
Joseph Ileo, député provincial (cartel MNC-K+PSA, ville de Léopoldville), sénateur (élu sur liste UNIMO-Équateur), président du Sénat
Joseph Ngalula, président provincial (Kasai)
Pierre Nyangwile, membre du collège exécutif général (Kasai)
- Parti National du Progrès (PNP) :

Paul Bolya, membre du collège exécutif général (Équateur), sénateur (élu sur liste UNIMO), ministre d’état
Albert Delvaux (Union Kwangolaise - LUKA), ministre résidant en Belgique
- Alliance des Bakongo (ABAKO) (Léopoldville)

Joseph Kasa-Vubu, membre du collège exécutif général, chef d’état
Pascal Nkayi, ministre des finances
- Parti solidaire africain (PSA) (Léopoldville)

Antoine Gizenga (pro-Lumumba), vice-premier ministre
Cléophas Kamitatu (pro-Kasa-Vubu), président provincial
- Parti de l'Unité Nationale (PUNA) (Équateur)

Jean Bolikango (ASSORECO), candidat-président de la Chambre, candidat-chef d’état
Laurent Eketebi, membre du collège exécutif provincial, président provincial
Cyrille Adoula, sénateur (élu sur liste UNIMO)
- Union des Mongo (UNIMO) (Équateur)

Justin Bomboko, membre du commission politique auprès du Ministre à Belgique, ministre des affaires étrangères
- Centre de Regroupement Africain (CEREA) (Kivu)

Anicet Kashamura, membre du collège exécutif général, ministre de l’information et de la culture
Marcel Bisukiro, ministre du commerce extérieur
Jean Miruho, président provincial
Jean-Chrisostome Werengemere (dissident)
- Confédération des associations tribales du Katanga (CONAKAT)

Moïse Tshombe, président provincial
Joseph Yav, ministre des affaires économiques
- Association Générale des Baluba de Katanga (BALUBAKAT)

Jason Sendwe
Rémy Mwamba, membre du collège exécutif général, ministre de la justice
- Coalition Kasaienne (COAKA)

Grégoire Kamanga, ministre de la santé publique

## Résultats à la chambre
|                                                      |                                                                                        | Mouvement national congolais-Lumumba (MNC-L)                 | 521 187   | 23,44 | 33  |  |  |
|                                                      | Union nationale congolaise (UNC)                                                       | 63 425                                                       | 2,85      | 3     |     |  |  |
|                                                      | Coalition Kasaienne (COAKA)                                                            | 47 526                                                       | 2,14      | 2     |     |  |  |
|                                                      | Cartel Mouvement de l'unité des Basonge-MNC-L (MUB/MNC-L)                              | 30 280                                                       | 1,36      | 1     |     |  |  |
|                                                      | Cartel Coalition Kasai-MNC-L (COAKA/MNC-L)                                             | 21 465                                                       | 0,97      | 1     |     |  |  |
|                                                      | Cartel Union économique des Babembe du Fizi-MNC-L (UNEBAFI/MNC-L)                      | 19 324                                                       | 0,87      | 1     |     |  |  |
| Total Mouvement national congolais-Lumumba et alliés | Total Mouvement national congolais-Lumumba et alliés                                   | 703 407                                                      | 31,63     | 41    |     |  |  |
|                                                      |                                                                                        | Parti national du progrès (PNP)                              | 137 195   | 6,17  | 7   |  |  |
|                                                      | Union kwangolaise pour l'indépendance et la liberté (LUKA)                             | 52 612                                                       | 2,37      | 3     |     |  |  |
|                                                      | Mouvement pour l'évolution et le développement de l'économie rurale du Congo (MEDERCO) | 27 634                                                       | 1,24      | 2     |     |  |  |
|                                                      | Alliance rurale progressiste−Parti rural congolais (ARP-PRC)                           | 16 892                                                       | 0,76      | 1     |     |  |  |
|                                                      | Front commun–Delvaux (FC)                                                              | 17 716                                                       | 0,80      | 1     |     |  |  |
|                                                      | Chefs Coutumiers pro-PNP                                                               | 13 408                                                       | 0,60      | 1     |     |  |  |
| Total Parti national du progrès et alliés            | Total Parti national du progrès et alliés                                              | 265 457                                                      | 11,94     | 15    |     |  |  |
|                                                      | Parti de la solidarité africaine (PSA)                                                 | Parti de la solidarité africaine (PSA)                       | 278 971   | 12,54 | 13  |  |  |
|                                                      | Alliance des Bakongo (ABAKO)                                                           | Alliance des Bakongo (ABAKO)                                 | 210 542   | 9,47  | 12  |  |  |
|                                                      | Centre de regroupement africain (CEREA)                                                | Centre de regroupement africain (CEREA)                      | 95 721    | 4,30  | 10  |  |  |
|                                                      |                                                                                        | Parti de l'unité nationale (PUNA)                            | 92 547    | 4,16  | 7   |  |  |
|                                                      | Association Ngwaka                                                                     | 26 114                                                       | 1,17      | 2     |     |  |  |
| Total Parti de l'unité nationale et alliés           | Total Parti de l'unité nationale et alliés                                             | 118 661                                                      | 5,33      | 9     |     |  |  |
|                                                      | Confédération des associations tribales du Katanga (CONAKAT)                           | Confédération des associations tribales du Katanga (CONAKAT) | 104 821   | 4,72  | 8   |  |  |
|                                                      |                                                                                        | Mouvement National Congolais-Kalonji (MNC-K)                 | 147 578   | 6,64  | 7   |  |  |
|                                                      | Indépendants pro MNC-K                                                                 | 14 364                                                       | 0,65      | 1     |     |  |  |
| Total Mouvement national congolais-Kalonji et alliés | Total Mouvement national congolais-Kalonji et alliés                                   | 161 942                                                      | 7,29      | 8     |     |  |  |
|                                                      |                                                                                        | Association générale des Baluba du Katanga (BALUBAKAT)       | 80 434    | 3,62  | 6   |  |  |
|                                                      | Association des Tshokwe du Congo Belge, d'Angola et de Rhodesie (ATCAR)                | 29 657                                                       | 1,33      | 1     |     |  |  |
| Cartel katangais                                     | Cartel katangais                                                                       | 110 091                                                      | 4,95      | 7     |     |  |  |
|                                                      | Regroupement congolais (RECO)                                                          | Regroupement congolais (RECO)                                | 41 202    | 1,85  | 4   |  |  |
|                                                      | Alliance des Bayanzi (ABAZI)                                                           | Alliance des Bayanzi (ABAZI)                                 | 21 024    | 0,95  | 1   |  |  |
|                                                      | Union des Mongo (UNIMO)                                                                | Union des Mongo (UNIMO)                                      | 16 739    | 0,75  | 1   |  |  |
|                                                      | Rassemblement démocratique du Lac-Kwango-Kwilu (RDLK)                                  | Rassemblement démocratique du Lac-Kwango-Kwilu (RDLK)        | 12 761    | 0,57  | 1   |  |  |
|                                                      | Groupes d'intérêts locaux                                                              | Groupes d'intérêts locaux                                    | 19 422    | 0,87  | 2   |  |  |
|                                                      | Indépendants                                                                           | Indépendants                                                 | 63 333    | 2,85  | 5   |  |  |
|                                                      |                                                                                        |                                                              |           |       |     |  |  |
| Suffrages exprimés                                   | Suffrages exprimés                                                                     | Suffrages exprimés                                           | 2 223 894 | 80,18 |     |  |  |
| Votes blancs et invalides                            | Votes blancs et invalides                                                              | Votes blancs et invalides                                    | 549 701   | 19,82 |     |  |  |
| Total                                                | Total                                                                                  | Total                                                        | 2 773 595 | 100   | 137 |  |  |
| Abstentions                                          | Abstentions                                                                            | Abstentions                                                  | 617 345   | 18,21 |     |  |  |
| Inscrits / participation                             | Inscrits / participation                                                               | Inscrits / participation                                     | 3 390 940 | 81,79 |     |  |  |

## Résultats par provinces
Seuls les deux plus grands partis se présentèrent dans plusieurs provinces.
- Le MNC-L devient le plus grand parti sur le plan national en obtenant environ un quart des sièges (33 députés nationaux, 110 conseillers provinciaux et 21 sénateurs). Le MNC-L est solidement ancré dans la province Orientale et gagne presque tous ses autres sièges dans les districts voisins des provinces du Kivu, du Kasai et de l’Équateur.
- Le PNP devient avec ses alliés le deuxième mouvement national (15 députés nationaux, 32 conseillers provinciaux et 5 sénateurs). Sa répartition est uniforme dans le pays.

Toutes les autres partis ne sont que présents que dans une seule province à la fois :
- Province de Léopoldville :
  - Le Parti Solidaire Africain est le premier parti avec presque 40 % des élus (13 députés nationaux, 35 conseillers provinciaux et 5 sénateurs), Son fief se situant dans le district du Kwilu (11 sur 13 pour la Chambre et 32 sur 34 pour l’assemblée provinciale)
  - L’Alliance des Bakongo  (ABAKO) est presque de même taille (12 députés nationaux, 33 conseillers provinciaux et 5 sénateurs). L’ABAKO a son fief à la ville de Léopoldville (3 sur 4 pour la Chambre et 7 sur 10 pour l’assemblée provinciale) et obtient tous les sièges aux districts des Cataractes et du Bas-Congo.
  - Le Parti National du Progrès (PNP) ne se place qu'en troisième parti (4 députés nationaux, 12 conseillers provinciaux et 3 sénateurs) car son partenaire de l'Union Kwangolaise pour l'indépendance et la liberté (LUKA) a réussi à emporter la plupart des sièges au district du Kwango (9 sur 13 pour la Chambre et 3 sur 5 pour l’assemblée provinciale).
  - Aucun parti ne l'emporte dans le district du Lac-Léopold II.

- Province du Katanga :
  - La Confédération des associations tribales du Katanga (CONAKAT) et l'Association générale des Baluba du Katanga (BALUBAKAT) se battent en duel dans la province du Katanga. Le CONAKAT est plus forte au sud et le BALUBAKAT au nord de la province, mais les deux partis sont présents dans chaque district, à l’exception du district Haut-Katanga qui n’élit aucun député BALUBAKAT. Néanmoins, c’est le CONAKAT qui emporte la première place (8 députés nationaux, 25 conseillers provinciaux et 7 sénateurs), suivi de près par le BALUBAKAT (7 députés nationaux, 23 conseillers provinciaux et 5 sénateurs).

- Province du Kivu :
  - Le Centre de Regroupement Africain (CEREA) est clairement le premier parti avec plus de 40 % des élus (10 députés nationaux, 30 conseillers provinciaux et 7 sénateurs), mais n’obtient pas de majorité à lui seul à l’assemblée provinciale. Le CEREA a son fief dans les circonscriptions se situant le long de la frontière du pays, doit les districts du Sud-Kivu et du Nord-Kivu.
  - Le Mouvement national congolais-Lumumba (MNC-L) est deuxième (6 députés nationaux, 17 conseillers provinciaux et 2 sénateurs). Son fief est situé dans les circonscriptions en dehors de la vallée des grands lacs, comme le district de Maniéma (4 sur 5 pour la Chambre et 9 sur 14 pour l’assemblée provinciale).
  - Le Regroupement congolais (RECO) n'est présent que dans le territoire Kabare (district du Sud-Kivu). Sur cette base seule il est le troisième parti (un député, 6 conseillers provinciaux et un sénateur).

- La Province du Kasai est très divisée:
  - Le MNC-L et le Mouvement National Congolais-Kalonji (MNC-K) se disputent la première place sur le plan provincial. Le MNC-K est le gagnant pour la Chambre (8 contre 5) mais le MNC-L obtient 22 (contre 21) conseillers provinciaux et fait élire 5 (contre 4) sénateurs.
    - Au district de Kabinda, où tous les sièges vont aux deux MNC, ils se rapprochent pour l’assemblée provinciale (10 MNC-K et 8 MNC-L), mais le MNC-K l'emporte clairement pour la Chambre (5 contre 1)
    - Le MNC-K est très solidement ancré dans la ville de Luluabourg (3 sur 4), mais qui n’est qu’une circonscription en soi pour l’assemblée provinciale.
    - Cependant, le district de Sankuru est clairement le fief du MNC-L (4 sur 4 pour la Chambre et 13 sur 14 pour l’assemblée provinciale). Il est proche du district de Maniéma à la province du Kivu, qui est aussi un fief du parti.

  - L’Union nationale congolaise (UNC) est troisième sur le plan provincial (3 députés natiuonaux, 8 conseillers provinciaux et 2 sénateurs). L’UNC est le premièr parti au district de Lulua (3 sur 7 pour la Chambre et 10 sur 19 pour l’assemblée provinciale).
  - La Coalition Kasai (COAKA) est le quatrième parti sur le plan provincial (3 députés nationaux, 7 conseillers provinciaux et un sénateur), il est notamment présent aux districts de Lulua et du Kasai.
  - Le district du Kasai est divisé entre le MNC-K, le PNP et le COAKA.

- Province Orientale :
  - Toute la province est le fief du MNC-L qui y obtient 21 des 25 sièges dans la Chambre et une majorité de 58 sur 70 dans l’assemblée provinciale qui élit ensuite 13 sénateurs MNC-L.
  - Le PNP est le seul adversaire du MNC-L dans cette province (4 députés nationaux, 6 conseillers provinciaux et un sénateur).

- Dans la province de l’Équateur, les partis sont très faibles : pas moins de 28 conseillers provinciaux sont remportés par des Indépendants et les résultats pour la Chambre ne sont véritablement favorables à aucun grand parti. Néanmoins, le Parti de l'unité nationale (PUNA) et l’Union des Mongo (UNIMO) peuvent être considérés comme les partis ‘équatoriens’, étant les seuls à obtenir des sièges dans plus circonscriptions en dehors du MNC-L et du PNP. Ils réussissent ainsi à faire élire 12 sénateurs à eux deux.

## Distribution générale
Pour les assemblées provinciales, les membres coutumiers ne sont pas compris dans les nombres de membres par parti; cependant, pour le Sénat, ils sont attribués aux partis.
| Parti            | Assemblées provinciales | Assemblées provinciales | Assemblées provinciales | Assemblées provinciales | Assemblées provinciales | Assemblées provinciales | Parlement | Parlement |
| Parti            | Léopoldville            | Katanga                 | Kivu                    | Kasai                   | Orientale               | Équateur                | Sénat     | Chambre   |
| ---------------- | ----------------------- | ----------------------- | ----------------------- | ----------------------- | ----------------------- | ----------------------- | --------- | --------- |
| MNC-L            | 2                       | 1                       | 17                      | 22                      | 58                      | 10                      | 21        | 35        |
| PNP              | 12                      |                         | 5                       | 4                       | 6                       | 5                       | 5         | 15        |
| PSA              | 35                      |                         |                         |                         |                         |                         | 5         | 13        |
| ABAKO            | 33                      |                         |                         |                         |                         |                         | 5         | 12        |
| CONAKAT          |                         | 25                      |                         |                         |                         |                         | 7         | 8         |
| BALUBAKAT        |                         | 23                      |                         |                         |                         |                         | 5         | 7         |
| CEREA            |                         |                         | 30                      |                         |                         |                         | 7         | 10        |
| RECO             |                         |                         | 6                       |                         |                         |                         | 1         | 4         |
| MNC-K            | 1                       | 1                       |                         | 21                      |                         |                         | 4         | 8         |
| UNC              |                         |                         |                         | 11                      |                         |                         | 2         | 3         |
| COAKA            |                         |                         |                         | 7                       |                         |                         | 1         | 3         |
| PUNA             |                         |                         |                         |                         |                         | 9                       | 8         | 7         |
| UNIMO            |                         |                         |                         |                         |                         | 8                       | 4         | 1         |
| autres/indép.    | 7                       | 11                      | 12                      | 5                       | 6                       | 28                      | 9         | 11        |
| Chefs coutumiers | 9                       | 9                       | 7                       | 11                      | 7                       | 9                       | (23)      | -         |
|                  |                         |                         |                         |                         |                         |                         |           |           |
| Total            | 99                      | 69                      | 77                      | 81                      | 77                      | 69                      | 84        | 137       |

## Analyse

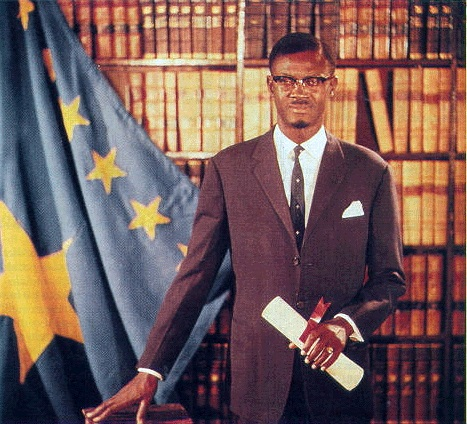
Portrait officiel de Lumumba en 1960

Le parlement national est très divisé. Le premier parti, le MNC-L, n’a qu’environ un quart des sièges. Il est suivi par pas moins de huit partis ayant entre 12 et 20 parlementaires.
Cette importante fragmentation n'est dans l'essentiel pas le fait du système proportionnel, les circonscriptions ayant été de taille très moyenne, mais de ce que les partis ont des bases territoriales à la fois très fortes en part des voix et très restreintes au niveau du territoire national: ils obtiennent presque tous leurs sièges dans leur fief local et dans ces circonscriptions, presque tous les sièges disponibles, mais très peu voire aucun en dehors. Le MNC-L obtient notamment la première place parce que son fief électoral est très étendu. Le PNP ressort ainsi en étant le seul parti dont les sièges obtenus l'ont été dispersés presque partout le pays, même en prenant compte du fief de son partenaire LUKA, dont sont dus une minorité des sièges de la coalition PNP.
Parmi les assemblées provinciales, seule une sur six voit un parti décrocher la majorité absolue des sièges (le MNC-L dans la province Orientale). Dans trois provinces, un duel pour la première place prend forme entre deux partis, presque de même taille (CONAKAT et BALUBAKAT dans la province du Katanga, PSA et ABAKO dans la province de Léopoldville et les deux MNC dans la province du Kasai). Dans la province de l’Équateur, presque la majorité des membres sont indépendants d’un parti.
Sur le plan national, c’est le MNC-L qui a l’initiative. Il peut compter sur une "coalition" comprenant le PSA (Léopoldville), le COAKA et l’UNC (Kasai), le CEREA (Kivu) et le BALUBAKAT (Katanga), ce qui lui confère 71 sièges sur 137 dans la Chambre et 41 sénateurs sur 84 au Sénat. Il pourra ainsi réunir une large majorité de voix pour l’élection de son candidat au poste de chef de l’état, en la personne de Joseph Kasa-Vubu, à la suite d'un accord entre ce dernier et Lumumba se répartissant les postes de président et de premier ministre. 
Les adversaires de la coalition ainsi au pouvoir sont le PNP, l’ABAKO (Léopoldville), le MNC-K (Kasai), le CONAKAT (Katanga), le RECO (Kivu) et le PUNA et l’UNIMO (Équateur); ils réunissent à eux tous 55 députés et 34 sénateurs.

## Suites
Le 21 juin, Kasongo (MNC-L) est désigné président de la Chambre avec 74 voix contre 58 pour Bolikango (PUNA) (et 1 pour un troisième candidat, 4 absents) tandis que le 22 juin, Iléo (MNC-K/UNIMO) est désigné président du Sénat (au troisième tour) avec 41 voix contre 39 pour Mokengele (MNC-L) (4 absents)

### Élection présidentielle
| Candidat                  | Candidat                  | Parti                      | Voix | %     |
| ------------------------- | ------------------------- | -------------------------- | ---- | ----- |
|                           | Joseph Kasa-Vubu          | Alliance des Bakongo       | 159  | 78,71 |
|                           | Jean Bolikango            | Parti de l'unité nationale | 43   | 21,29 |
|                           | Abstentions               | Abstentions                | 11   | -     |
|                           |                           |                            |      |       |
| Total                     | Total                     | Total                      | 213  | 100   |
| Absents                   | Absents                   | Absents                    | 8    | 3,62  |
| Électeurs / participation | Électeurs / participation | Électeurs / participation  | 221  | 96,38 |

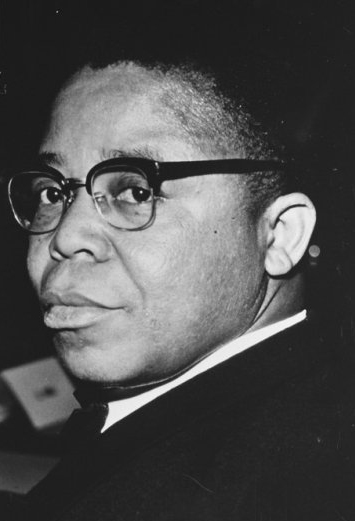
Joseph Kasa-Vubu en 1960

Le 24 juin, le Gouvernement Lumumba est investi par la Chambre par 74 voix pour, 1 voix contre et 5 abstentions - 57 parlementaires étant absents - et par le Sénat par 60 pour, 12 voix contre, 8 abstentions et 4 absents

## Rapports
- Walter J. Ganshof van der Meersch, Congo, mai-juin 1960 : rapport du ministre chargé des affaires générales en Afrique, Bruxelles, 1960, 482 p.
- "Les élections législatives au Congo", Courrier hebdomadaire du CRISP, n° 68 (17 juin 1960)
- "La formation du premier gouvernement congolais", Courrier hebdomadaire du CRISP, n° 70 (1er juillet 1960)